# Francesco Bertoglio
Francesco Bertoglio (Magenta, 15 febbraio 1900 – Milano, 6 luglio 1977) è stato un vescovo cattolico italiano, riconosciuto come Giusto tra le nazioni per aver salvato la vita di 65 ebrei durante l'Olocausto.

## Biografia
Nato a Magenta da una famiglia di artigiani locali, compì i propri studi al Seminario maggiore di Milano per poi essere ordinato sacerdote a 23 anni il 31 marzo 1923 dal cardinale arcivescovo milanese Eugenio Tosi.
Nel 1933 venne trasferito a Roma e nominato rettore del Pontificio seminario lombardo. Nel 1943 nascose nella struttura 65 ebrei, salvandoli così dalla deportazione ad Auschwitz da parte delle truppe naziste. Per questo nel 2011 fu onorato, postumo, del titolo di Giusto tra le nazioni. Cessò la carica di rettore al Pontificio seminario lombardo di Roma nel 1961.
Il 28 ottobre 1960 venne consacrato vescovo per mano di papa Giovanni XXIII nella Basilica di San Pietro in Vaticano, assistito da Diego Venini, arcivescovo titolare di Adana, e da Benigno Carrara, vescovo di Imola. Nel 1964 venne nominato vescovo ausiliare dell'arcidiocesi di Milano. Dal 1962 al 1965 fu uno dei padri conciliari del Concilio Vaticano II, prendendo parte a tutte e quattro le sessioni.
Muore nel 1977 ed oggi riposa nel cimitero di Magenta, nella cripta riservata ai sacerdoti.

## Genealogia episcopale
La genealogia episcopale è:
- Cardinale Scipione Rebiba
- Cardinale Giulio Antonio Santorio
- Cardinale Girolamo Bernerio, O.P.
- Arcivescovo Galeazzo Sanvitale
- Cardinale Ludovico Ludovisi
- Cardinale Luigi Caetani
- Cardinale Ulderico Carpegna
- Cardinale Paluzzo Paluzzi Altieri degli Albertoni
- Papa Benedetto XIII
- Papa Benedetto XIV
- Papa Clemente XIII
- Cardinale Bernardino Giraud
- Cardinale Alessandro Mattei
- Cardinale Pietro Francesco Galleffi
- Cardinale Filippo de Angelis
- Cardinale Amilcare Malagola
- Cardinale Giovanni Tacci Porcelli
- Papa Giovanni XXIII
- Vescovo Francesco Bertoglio